# 李瑞清
李瑞清（1867年—1920年），字仲麟，号梅庵、梅痴、阿梅，晚号清道人，玉梅花庵主，戏号李百蟹，江西抚州人，中国教育家，美术家，书法家，中国近现代教育的重要奠基人和改革者，中国现代美术教育的先驱，中国现代高等师范教育的开拓者。

## 生平
清光緒十九年（1893年）考中舉人，光緒二十一年中進士，同年五月，改翰林院庶吉士。光緒二十二年出任兩江優級師範學堂監督。光緒三十一年（1905年），李瑞清分发为江苏候补道，署江宁提学使，出任两江师范学堂监督（即校长）。光緒三十二年（1906年）正式上任后，他为提高师资水准，广延名师；团结同仁，大兴土木，广建校舍；改革学制，添置设备，增设科目，开办“公共科”、“分类科”；两江师范成东南一大学府。针对东南地区急需任课师资的实际，在学堂增设选科、补习科，附设中小学校。创办短期的留学预备学堂，输送了一批青年学生去美国深造。提倡国学、科学、艺术不遗余力。改博物科为农业博物科，购置农田耕牛供学生实习之用。亲赴东瀛，聘请日本教习传授西方科学和近代工艺。创设图画手工科，设立画室及有关工场，并亲自讲授国画课，增设音乐科，培养了中国最早的近代美术师资和艺术人才。国画大师张大千、著名书法家胡小石、李仲乾、黄鸿图皆出门下。在李瑞清的悉心主持下，两江师范学堂声誉卓著，名师汇集。自勉“视教育若生命，学校若家庭，学生若子弟”，以“嚼得菜根，做得大事”为校训，“俭朴、勤奋、诚笃”为校风，倡导“匡时而振俗”，主张融会贯通中西之学以造就“中国之培根、笛卡尔”。
宣統三年（1911年）辛亥革命爆发，李瑞清辞去两江师范学堂监督职务。离校时，卖去自己的车马，将钱散发给贫穷的学生而去。清帝逊位后，李瑞清以遗老自居，自称清道人，久寓上海，坚不为民国任职。
1920年八月初一逝世，享年54岁。逝世后，挚友曾熙、弟子胡小石共理丧事，将其遗体葬于南京南郊牛首山梅岭罗汉泉，在墓旁植梅花300株，筑室数间，题名“玉梅花庵”，以志其号。1916年，南京高等师范学校（由两江师范学堂改建而来）校长江谦在校园西北角六朝松旁，建茅屋三间，取名“梅庵”，以志怀念。

## 作品

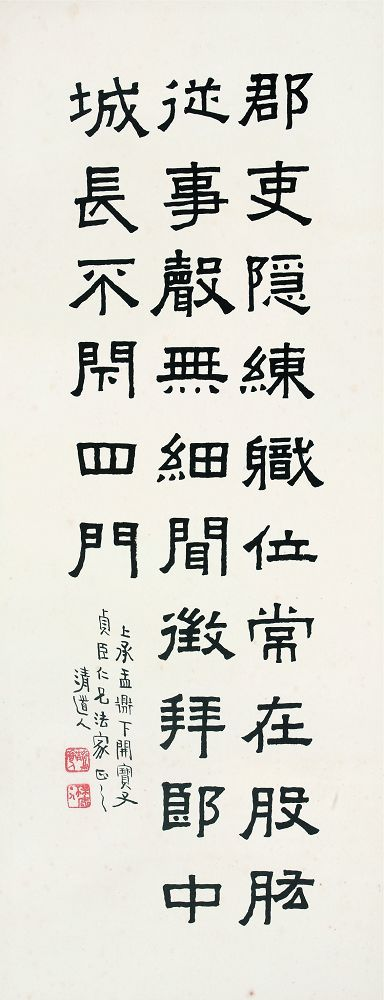
李瑞清书法

遗著有《围城记》；经门人整理遗稿，1939年中华书局出版了《清道人遗卷》，共计文、诗、跋、书论四卷。
李瑞清通诗、书、画，尤精书法。自幼钻研六书，学习书法，对殷墟、周、秦、两汉至六朝文字皆有研究。为一代书法宗师，也是中国高等书法教育的先驱。李瑞清的书法，上追周秦，博宗汉魏，各体偕备，尤工篆隶。其书法“秀者如妖娆美女，刚者如勇士挥槊”，潇洒俊逸，各具神态，以篆作画，合画篆为一体。李派书学熔铸古今，不偏不倚，至博且精，勇开风气，所播深远直至当代，为薪火相传的金石书派。
李瑞清也是清末民初的著名画家，擅丹青，山水、人物、花卉，绘画涉猎广泛。山水师法原济、八大山人，花卉宗恽南田。所绘松石、花卉意境独特，尤擅画佛。
南京大学鼓楼校区北园里的“二源壁”，两面分刻的“两江师范学堂”和“金陵大学堂”都是李瑞清所书——两江师范学堂的名牌系一整块石材制成，书写字体为魏碑体，内填绛红色漆；金陵大学的校牌一石一字，由五块石材组成，书写字体为魏碑体，内似填金色漆。这块校名牌在1910年2月金陵大学堂正式成立时，挂在当时位于干河沿（现南京市金陵中学所在地）的金陵大学堂校门上。

## 链接
- 李瑞清[永久]